# 小林春
小林春（日语：／ Kobayashi Haru *、1900年1月24日—2005年4月25日（明治33年-平成17年）），日本瞽女。出生后三个月失明，五岁时开始瞽女修业，人生历经苦难，晚年被誉为“最后的长冈瞽女”、“最后的瞽女”。从8岁起开始巡回表演，至1973年（昭和48年）休业止，足迹踏遍除西頸城郡外的新潟县全境与山形县的米沢・小国地区、福島县南会津地区。1978年（昭和53年）“瞽女唄”被选为“应考虑进行记录的无形文化遗产”（選択無形文化財），小林春被认定为此文化遗产之持有者。1979年（昭和54年）被授予黄綬褒章。因被认定为選択無形文化財的持有者亦被称为“人間国宝”。

## 脚注
1. ↑  下重2003、270頁。
2. ↑  山折2006、175頁。
3. ↑  佐久間1983、125頁。
4. ↑  本間2001、11頁。